# The Villain (1917)
The Villain é um curta-metragem mudo norte-americano de 1917, do gênero comédia, dirigido por Arvid E. Gillstrom e estrelado por Oliver Hardy.

## Elenco
- Billy West - Billy
- Oliver Hardy - Babe (como Babe Hardy)
- Florence McLaughlin - Florence (como Florence McLoughlin)
- Bud Ross - Budd (como Budd Ross)
- Ethelyn Gibson
- Leo White
- Joe Cohen